# Vincenzo Beretta
Vincenzo Beretta (Milano, 25 maggio 1968) è un fumettista italiano.

## Biografia
Ha frequentato un corso di scrittura creativa nel 1987 e ha terminato il liceo scientifico nel 1988. Ha iniziato a lavorare nel settore dell'editoria in una redazione di videogiochi e successivamente per la casa editrice Stratelibri. Per Stratelibri Beretta, tra il 1989 e il 1994, collabora all’edizione italiana dei Giochi di Ruolo Il Richiamo di Cthulhu, Il Gioco di Ruolo del Signore degli Anelli, e Cyberpunk 2020, come traduttore, revisore dei testi e creatore di avventure originali. È inoltre curatore, nel 1993, del supplemento per Cyberpunk 2020 dedicato al fumetto Nathan Never edito da Sergio Bonelli Editore.
Nel 1989 inizia a lavorare con lo Studio Vit, come redattore e recensore delle riviste K, Game Power e Zeta e come responsabile della rivista PC Review nel 1991. Nel frattempo frequenta il corso di sceneggiatura della Scuola del Fumetto di Milano.
Nel 1990 propone alla Sergio Bonelli Editore la sua prima sceneggiatura per Dylan Dog, che viene rifiutata. Due anni dopo si propone ad Alfredo Castelli come sceneggiatore di Martin Mystère, scrivendo La maledizione del Sahara (che uscirà solo nel Gigante n°4 del 1998).
Nel 1994 viene pubblicata su Zona X la sua prima storia per la Sergio Bonelli Editore, Le Due Sfingi (n°8), mentre nel 1995 pubblica per Martin Mystère Gli uomini Corvo (n°158) e per Nathan Never Il giorno della meteora (speciale n°5), diventando collaboratore fisso delle due testate.
Insieme a Alfredo Castelli crea, per Zona X, le mini-serie Magic Patrol e Atlantis Tales (inedita), sviluppando lo sfondo storico della base segreta Altrove e di Atlantide. In seguito a tale collaborazione, nel 1998 idea e scrive, sempre con Alfredo Castelli, il primo numero della pubblicazione annuale Storie da Altrove, che ne svela la nascita e ne narra le vicende "storiche" tra il XVIII secolo e i primi anni del XX secolo.
Nel 2000 inizia a collaborare con il portale web Kataweb come responsabile dell'area di divertimento elettronico.
In seguito scrive due giganti di Martin Mystère, Il Segreto delle Ombre Diafane (n°8) e La Città dei Maghi (n°9), un gigante di Nathan Never, Berenice (inedito) e il secondo team-up tra Nathan Never e Martin Mystère, Il segreto di Altrove. Collabora inoltre con Alfredo Castelli al gigante di Martin Mystère "Gli Uomini in Nero" (n°3), che traccia le attività dell'omonima organizzazione dalla caduta di Atlantide ai giorni nostri.
Con Giancarlo Alessandrini crea la saga fantasy in tre volumi Outremer, uscita in Francia nel 2001, in Italia, col nome di Oltremare, nel 2002, nei Paesi Bassi, Danimarca e Germania.
Nel 2010 scrive (non accreditato) i dialoghi ambientali in italiano per il videogioco Assassin's Creed: Brotherhood, edito da Ubisoft. Nel 2011 scrive i dialoghi ambientali in greco e in turco per il suo seguito, Assassin's Creed: Revelations. Quest'ultimo lavoro gli merita, insieme agli altri componenti del gruppo di sceneggiatori, la nomination al Writers Guild of America Award for Excellence in Game Writing 2012. In seguito a tale riconoscimento viene accettato nella Writers Guild of America (West).
Dopo un periodo di pausa dal fumetto, nel 2014 torna a lavorare per la Sergio Bonelli Editore con i racconti L'albero filosofico (disegni di Giancarlo Alessandrini) e Le porte dell'immaginazione (disegni di Esposito Bros e Giancarlo Alessandrini). Attualmente sta lavorando a un progetto, sempre fumettistico, di natura strettamente personale.

## Opere (parziale)

### Sergio Bonelli Editore

#### Martin Mystere

##### Serie regolare
- Vincenzo Beretta (testi), Franco Devescovi (disegni); Gli Uomini Corvo, in Martin Mystere n. 158-159, Sergio Bonelli Editore, maggio-giugno 1995.
- Vincenzo Beretta (testi), Franco Devescovi (disegni); Il nemico invisibile, in Martin Mystere n. 172-173, Sergio Bonelli Editore, luglio-agosto 1996.
- Vincenzo Beretta (testi), Rodolfo Torti (disegni); L'ultima caravella, in Martin Mystere n. 180-181-182, Sergio Bonelli Editore, marzo-aprile-maggio 1997.
- Vincenzo Beretta (testi), Franco Devescovi (disegni); Il libro di Kells, in Martin Mystere n. 222-223, Sergio Bonelli Editore, settembre-ottobre 2000.
- Vincenzo Beretta (testi), Rodolfo Torti (disegni); La grande truffa, in Martin Mystere n. 226, Sergio Bonelli Editore, gennaio 2001.
- Vincenzo Beretta (testi), Giancarlo Alessandrini (disegni); L'albero filosofico, in Martin Mystere n. 226, Sergio Bonelli Editore, agosto 2015.
- Vincenzo Beretta (testi), Giancarlo Alessandrini e Esposito Bros. (disegni); Le porte dell'immaginazione, in Martin Mystere n. 352, Sergio Bonelli Editore, agosto 2017.

##### Martin Mystere Gigante
- Vincenzo Beretta e Alfredo Castelli (testi), Giancarlo Alessandrini e Esposito Bros. (disegni); Gli Uomini in Nero, in Martin Mystere Gigante n. 3, Sergio Bonelli Editore, ottobre 1997.
- Vincenzo Beretta (testi), Eugenio Sicomoro (disegni); La maledizione del Sahara, in Martin Mystere Gigante n. 4, Sergio Bonelli Editore, settembre 1998.
- Vincenzo Beretta (testi), Lucio Filippucci (disegni); Il segreto delle Ombre Diafane, in Martin Mystere Gigante n. 8, Sergio Bonelli Editore, settembre 2002.
- Vincenzo Beretta e Stefano Vietti (testi), Franco Devescovi (disegni); La città dei maghi, in Martin Mystere Gigante n. 9, Sergio Bonelli Editore, settembre 2003.

#### Zona X
- Vincenzo Beretta (testi), Fabrizio Russo (disegni); Le due sfingi, in Zona X n. 8, Sergio Bonelli Editore, agosto 1994.
- Vincenzo Beretta (testi), Fabrizio Russo (disegni); La città senza tempo, in Zona X n. 11, Sergio Bonelli Editore, luglio 1995.
- Vincenzo Beretta e Lorenzo Bartoli (testi), Bane Kerac (disegni); La città senza tempo, in Zona X n. 17, Sergio Bonelli Editore, luglio 1996.
- Vincenzo Beretta e Federico Memola (testi), Dante Spada (disegni); La strega, in Zona X n. 27, Sergio Bonelli Editore, settembre 1997.

#### Magic Patrol(Zona X)
- Vincenzo Beretta (testi), Giancarlo Alessandrini (disegni); Il risveglio dei draghi, in Zona X n. 13, Sergio Bonelli Editore, novembre 1994.
- Vincenzo Beretta (testi), Roberto Zaghi (disegni); Lo shuttle perduto, in Zona X n. 16, Sergio Bonelli Editore, maggio 1996.
- Vincenzo Beretta (testi), Giancarlo Alessandrini (disegni); Il segreto del re degli elfi, in Zona X n. 32, Sergio Bonelli Editore, febbraio 1998.
- Vincenzo Beretta (testi), Maurizio Mantero (disegni); Il segreto della magia, in Zona X n. 38, Sergio Bonelli Editore, agosto 1998.
- Vincenzo Beretta (testi), Maurizio Mantero (disegni); La caduta dei draghi, in Zona X n. 39, Sergio Bonelli Editore, settembre 1998.
- Vincenzo Beretta (testi), Gino Vercelli (disegni); Ricordi dall'infinito, in Zona X n. 44, Sergio Bonelli Editore, febbraio 1999.
- Vincenzo Beretta (testi), Gino Vercelli (disegni); L'ultimo mistero, in Zona X n. 45, Sergio Bonelli Editore, marzo 1999.

#### Nathan Never

##### Serie regolare
- Vincenzo Beretta e Stefano Vietti (testi), Gigi Simeoni (disegni); L'isola nel cielo, in Nathan Never n. 64, Sergio Bonelli Editore, settembre 1996.
- Vincenzo Beretta,  Antonio Serra e Stefano Vietti (testi), Gigi Simeoni (disegni); La guerra senza tempo, in Nathan Never n. 65, Sergio Bonelli Editore, ottobre 1996.

##### Speciale Nathan Never
- Vincenzo Beretta e Antonio Serra (testi), Francesco Rizzato (disegni); Il giorno della meteora, in Speciale Nathan Never n. 5, Sergio Bonelli Editore, dicembre 1995.

#### Jonathan Steele
- Vincenzo Beretta (testi), Sergio Ponchione (disegni); Carmilla, in Jonathan Steele n. 36, Sergio Bonelli Editore, febbraio 2002.

#### Nick Raider
- Vincenzo Beretta e Stefano Piani (testi), Frederic Volante (disegni); Tradimenti, in Nick Raider n. 170, Sergio Bonelli Editore, luglio 2002.